# Zdenko Hudecek
Zdenko Hudecek vagy Zdenek Eugen Hudeček (Theresienstadt, 1887. június 22. - Frydek Místek, 1974. szeptember 28.) cseh származású osztrák-magyar tengerész, tengeralattjáró-kapitány, az SM U-17 és az SM U-28 tengeralattjárók egyik parancsnoka. Az első világháború egyik legeredményesebb osztrák-magyar tengeralattjáró-kapitánya.

## Élete
1887. június 22-én született a ma Csehországban lévő Theresienstadtban.
Édesapja pénzügyi ellenőr volt, de születése után nem sokkal elhunyt. Német nyelvű általános iskolába járt, majd a Znojmói Gimnázium tanulója volt. Fischauba járt katonai iskolába, majd a Fiumei Haditengerészeti Akadémia növendéke lett. Az akadémia befejezését követően 1910-ben nevezték ki tiszthelyettessé. Szolgált a Tegetthoff csatahajón, a Erzherzog Karl csatahajón, az SMS Zentán, az SMS Kaiserin Elisabeth csatahajón, a Tb.2 torpedórombolón és az Aligátor rombolón. 1913. június 28-án belépett a Pólai tengeralattjáró bázisra. Részt vett egy tengeralattjáró tanfolyamon, ahol sikeres vizsgát tett. 1914-től az SM U-2 szolgált, egészen július 31-ig. 1915. január 1-jétől tengeralattjáró-parancsnok és részt vett a Duna menti harcokban. Az év közepén Hudecek megsebesült és Polában gyógyult egészen augusztusig. 1915. december 9-étől ő lett az SM U-17 parancsnoka.
A következő évben, július 10-én az U-17 megtorpedózta és elsüllyesztette a 680 tonnás olasz Impetuoso rombolót. 1917. márciusban, májusban, júniusban és augusztusban is egy-egy gőzöst, valamint augusztusban egy Q hajót (kereskedelmi hajónak álcázott romboló) süllyesztett el. 1917. június 26-ától az  SM U-28 parancsnoka lett egészen 1918. október 31-ig. 1918 januárjában elsüllyesztett három gőzhajót, majd további két gőzhajót márciusban. Miután felbomlott a Monarchia, visszatért szülőföldjére és Csehszlovákia állampolgára lett. 1918 decemberében jelentkezett az új csehszlovák állam hadseregéhez, ahol több tisztséget is betöltött és 1922-ben szolgálati nyugállományba vonult. A háborús évek után a polgári hajózással foglalkozott hajóskapitányként. 1974. szeptember 28-án halt meg 87 évesen.

## Eredményei

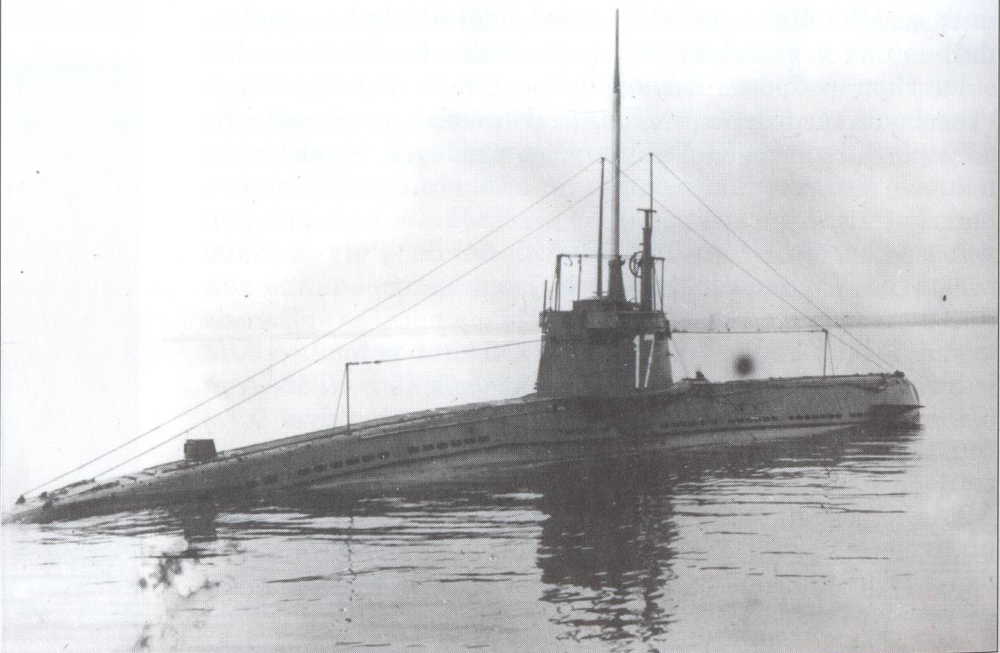
Az SM U-17-es tengeralattjáró

A Hudecek által elsüllyesztett hadi, illetve kereskedelmi hajók.
| Nemzetiség, név és fajta | Időpont             | Súly    |
| ------------------------ | ------------------- | ------- |
| Impetuoso (romboló)      | 1916. július 10     | 680 GT  |
| Mongara (gőzös)          | 1917. március 7.    | 8205 GT |
| Bontnewydd (gőzös)       | 1917. május 10.     | 3296 GT |
| Haigh Hall (gőzös)       | 1917. június 30.    | 4809 GT |
| Maston (gőzös)           | 1917. augusztus 13. | 3881 GT |
| Bradford City (Q hajó)   | 1917. augusztus 13. | 3683 GT |
| Bosfor (gőzös)           | 1918. január 12.    | 2723 GT |
| Rapallo (gőzös)          | 1918. január 13.    | 3811 GT |
| West Wales (gőzös)       | 1918. január 21.    | 4331 GT |
| Uganda (gőzös)           | 1918. március 8.    | 4257 GT |
| Stolt Nielsen (gőzös)    | 1918. március 11.   | 5684 GT |